# Ochozjasz (król Izraela)
Ochozjasz, Achazjasz (hebr. ‏אחזיה‎, Jah uchwycił) – postać biblijna ze Starego Testamentu. Syn Achaba i Izebel. Był królem Izraela (państwa północnego) po Achabie, ale tylko przez krótki czas 853–852 p.n.e..

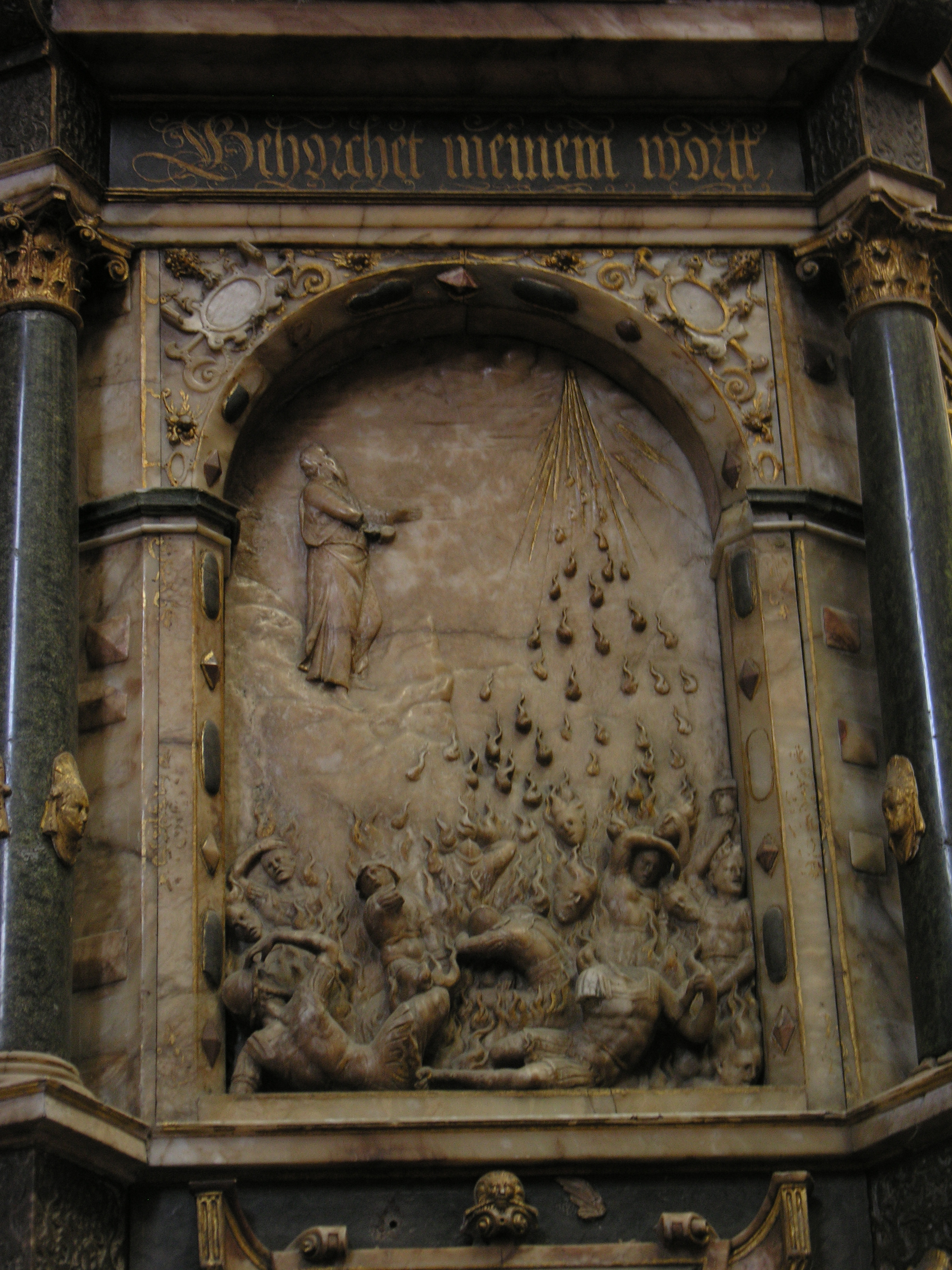
Eliasz zsyła ogień na oddział Ochozjasza. Fragment dekoracji ambony w kościele św. Marii Magdaleny we Wrocławiu

Tak jak i jego ojciec czcił Baala. Za jego panowania zbuntował się przeciw Izraelowi Moab.
Ochozjasz spadł z balkonu swego domu i w konsekwencji zachorował. Wysłał więc posłańców do Ekronu, aby zapytali się u czcicieli Belzebuba, czy wyzdrowieje. Posłów zawrócił prorok Eliasz, każąc im przekazać, że za bałwochwalstwo król wkrótce umrze. Tak też się stało.